# Międzynarodowy Instytut Biologii Molekularnej i Komórkowej
Międzynarodowy Instytut Biologii Molekularnej i Komórkowej (IIMCB) w Warszawie rozpoczął działalność w 1999, na podstawie międzynarodowej umowy między UNESCO a rządem polskim. Pozycje szefów laboratoriów są obsadzane na drodze konkursu, który rozstrzyga Międzynarodowy Komitet Doradczy, który okresowo ocenia działalność zespołów badawczych. Instytut prowadzi badania naukowe w dziedzinie biologii i medycyny molekularnej (m.in. mechanizmy nowotworzenia i starzenia, molekularne podstawy chorób neurodegeneracyjnych). Instytut działa na podstawie ustawy z dnia 26 czerwca 1997 r. o Międzynarodowym Instytucie Biologii Molekularnej i Komórkowej w Warszawie (Dz.U. z 2020 r. poz. 982).
Instytut mieści się na terenie kampusu Ochota przy ul. Księcia Trojdena 4.